# 吾宗布拉克牧场
吾宗布拉克牧场，是中华人民共和国新疆维吾尔自治区塔城地区额敏县下辖的一个乡镇级行政单位。

## 行政区划
吾宗布拉克牧场下辖以下地区：
牧业一队、牧业二队和牧业三队。